# Bob Gibe
Robert „Bob“ Jerome Gibe (* 10. August 1928 in Chicago, Illinois; † 27. August 2005 in Palm Harbor, Florida) war ein Schwimmer aus den Vereinigten Staaten.

## Karriere
Bei den Olympischen Spielen 1948 in London qualifizierte sich die 4-mal-200-Meter-Staffel aus den Vereinigten Staaten in der Besetzung Bob Gibe, William Dudley, Edwin Gilbert und Eugene R. Rogers als zweitschnellste Staffel hinter den Ungarn für das Finale. Im Staffelfinale traten vier Schwimmer an, die im Vorlauf nicht dabei gewesen waren. Walter Ris, James McLane, Wallace Wolf und William Smith gewannen die Goldmedaille in der Weltrekordzeit von 8:46,0 Minuten mit 2,4 Sekunden Vorsprung vor den Ungarn und 22 Sekunden Vorsprung vor den drittplatzierten Franzosen. Die Schwimmer aus dem Vorlauf erhielten nach den bis in die 1980er Jahre gültigen Regeln keine Medaille. Im Jahr darauf siegte Gibe bei den Meisterschaften der Amateur Athletic Union über 100 Meter Freistil.
Bob Gibe schwamm für den Detroit Athletic Club und besuchte die Wayne State University.